# 南京中央国術館
國立南京中央國術館（こくりつなんきんちゅうおうこくじゅつかん）』とは、戦前の中華民国の首都南京に所在した、国術（guóshù中国武術）の研究と優れた武術家の養成のために、国民政府によって発足された、中国武術の全国的統一組織であった。
1928年3月に設立され、当初の名称は國術研究館と称されていた。
1928年6月に名称を中央國術館に改め本格的な活動をはじめる。
初代館長は西北軍閥の張之江将軍（六合八法拳）、副館長は東北軍閥の李景林将軍が就任。
教習学科は、少林門（外家拳全般を教授。）と武当門（六合八法拳、太極拳、形意拳、八卦掌）の二学科が設立されていた（後に学科を各門派ごとに改める。）。
最盛期には中国全土に分館を設立し日中戦争が激化して南京が陥落した後も、本部を内陸の重慶に移して存続されたが、1948年に資金不足で閉鎖した。

## 南京中央国術館の組織構成

### 開館初期
理事会理事長　  ・　李烈鈞、戴季陶
名誉館長　  　　・　馮玉祥
中央国術館館長　・　張之江
副館長　　　　　・　李景林
中央国術館門長　・　少林門門長　・　王子平
科長　　　　　　・　馬英図　　馬裕甫
教授内容　　　　・　少林拳、　八極拳、　劈掛拳、　査拳、　弾腿
武當門門長　　　・　高振東。　科長　・　柳印虎
教授内容　　　　・　太極拳、　形意拳、　八卦掌

※その後、少林門、武當門の廃止により、後期の組織構成は以下の通りとなった。

### 開館後期
中央国術館館長　・　張之江
　　　　副館長　・　李景林から　二、張驤伍　三、鈕永健　四、張樹聲　五、1939年より陳泮嶺
中央国術館顧問　・　張洪之。
　　　　教務處　・　馬良、　呉俊山、　孫玉銘、　郝鴻昌
　　　　編審處　・　唐豪、　姜容樵　副處長　・　黄柏年
　　　　審編員　・　金一明
　　　　総務處　・　李滋茂、　朱家驊

## 全國國術考試について
全國國術考試は、また‘國術國考’あるいは‘國考　’とも称されており、これは当事の国家機関下で開催された初の正式な武術考試（試験）であるが、様々な要因から挙行されたのはわずか二回のみである。場所は南京公共體育場。
全國國術考試には中国全土より武術家が参加したが、正試種目（格闘試合）では流血する場面がたびたびあったことから、‘現代体育化の精神に反するもの’との批判もあった。
預試種目では套路演練、正試種目では両者が自由に打ち合う格闘試合（体重無差別）が行なわれた。
一、第一回全國國術考試----1928年10月11日から19日。
二、第二回全國國術考試----1933年10月20日から30日。

## 中央国術館の著名な関係者
呉翼輝（華嶽希夷門、六合八法拳）
王子平（少林門門長、査拳・滑拳）
馬英図（八極門門長、劈掛拳）
韓化臣（八極拳）
張玉衛（八極拳）
陳照丕（字・績甫）（陳家太極拳）
陳子明（陳家太極拳）
顧汝章（少林拳・鉄砂掌功）
常東昇、呉志青（摔角）
陳泮嶺（後の副館長、双辺太極拳、形意拳、八卦掌）
孫禄堂（武当門門長に就任。孫式太極拳、形意拳、八卦掌）
楊澄甫（武当門門長。永年楊家太極拳三世）
唐豪（武術史研究家、六合拳）
黄柏年（形意拳、八卦掌）
姜容樵（形意拳、八卦掌、秘宗拳）
孫錫坤（八卦掌）
金一明

## 1936年、ベルリン五輪にて演武した中央国術館の団員
温敬銘（綿拳、金考手翻子、六合大槍、三合剣。などで著名。武漢体育学院教授）
張文廣（査拳、摔角などで著名。後に北京体育学院教授）
鄭懐賢（孫　禄堂の門弟。内家拳、擒拿術などで著名。また骨傷治療の大家としても知られる）
劉玉華（双刀、査拳、などで著名。武漢体育学院教授）
傅淑雲（剣術、綿拳。後に台湾に移住）
金石生（少摩拳、少摩刀）
寇運興
張爾鼎
翟漣源

## 中央国術館出版著作
《国術館考絛例》
《中央国術館組織大綱》
《省、市国術館組織大綱》
《縣国術館組織大綱》
《少林武當考》
《査拳図説》
《達磨剣》
《青萍剣》
《君子剣》
《太行拳術》
《少林拳》
《三十二勢長拳》
《石頭拳術秘訣》
《寫真太師虎尾鞭》
その他
《国術旬刊》
《国術周刊》
《国術季刊》
《国術特刊》など。